# Borj El Amri (délégation)
Borj El Amri est une délégation tunisienne dépendant du gouvernorat de la Manouba.
| Hommes | Classe d’âge | Femmes |
| ------ | ------------ | ------ |
| 349    | 75 ou +      | 468    |
| 1 402  | 60-74 ans    | 1 514  |
| 2 126  | 45-59 ans    | 2 129  |
| 2 342  | 30-44 ans    | 2 373  |
| 2 171  | 15-29 ans    | 2 014  |
| 2 316  | 0-14 ans     | 2 261  |